# 須賀川特撮アーカイブセンター
須賀川特撮アーカイブセンター（すかがわとくさつアーカイブセンター）は、福島県須賀川市にある特撮に関する貴重な資料等の収集・保存・修復及び調査研究を目的とした施設である。2020年（令和2年）11月3日に開館した。
須賀川市の市立の施設であり、旧・岩瀬農村環境改善センター（岩瀬公民館）の建物を再利用して設立された。須賀川市とNPO法人アニメ特撮アーカイブ機構によって共同で整備される。

## 展示内容
館内１階では特撮映画、特撮テレビ映画などで使用されたミニチュアや模型などが常設展示が行われている。主な展示品として『巨神兵東京に現わる』で使用された巨神兵のロッドパペットや『日本海大海戦』で使用された戦艦三笠のミニチュアなどが展示されている。また貴重な特撮の本を閲覧できる図書室、修復作業などを行う作業室がある。
2階では須賀川市を模した街並みのミニチュアによる特撮体験が楽しめるコーナーや映写室などもある。

## 利用情報
開館時間
- 9時 - 17時

休館日
- 火曜日、年末年始（火曜日が国民の祝日の時は翌平日）
- 年末年始（12月29日から1月3日）

入館料
- 無料

## アクセス
電車
- JR東北本線 須賀川駅より福島交通車で約20分

自動車
- 東北自動車道 須賀川IC車で約25分